# 南チロル料理
南チロル料理（みなみチロルりょうり、ドイツ語: Südtiroler Küche）、アルト・アディジェ料理（イタリア語: Cucina altoatesina）は、イタリア・トレンティーノ＝アルト・アディジェ州の北半分、南チロルと通称される地域（ボルツァーノ自治県）の郷土料理。本項では以下、「南チロル」の表記を行う。

## 概要
チロル地方は、今日ではアルプス山脈を挟んで南側がイタリア領、北チロルと東チロルがオーストリア領チロル州となっている。
トレンティーノ＝アルト・アディジェ州は地理的にも歴史的にもドイツ語文化圏の影響が大きく、公用語はイタリア語とドイツ語となっている。オリーブが育つ北限を超えているため、トマト、オリーブオイル、スパゲッティといった一般的にイメージされるイタリア料理と南チロル料理とは大きく異なっている。食文化もイタリア本土のものよりも、ドイツ、オーストリアに近い。
イタリア人シェフとして初めてミシュランガイドの3つ星を獲得したのは、トレンティーノ・アルト・アディジェ州出身のハインツ・ウインクラーである。

## 特徴
南チロルは海から遠いため、魚料理はほとんどない。替わりに、牧羊や牧牛が盛んであることから、肉料理や乳製品のバリエーションは豊富である。パンを含めて、料理にはスパイスを多用するのが特徴となっている。
アルコール飲料は、北からビール文化、南からワイン文化が流入しており、交錯している。
オーストリア＝ハンガリー帝国を含み、オーストリア帝国の支配下だった時期が長いため、ウィーン料理やハンガリー料理の代表的な料理も、親しまれている。ドイツ系の住民も多く、ドイツ郷土料理も親しまれている。
イタリア領になったのは第一次世界大戦後であり、イタリア本土では定番のパスタも、南チロルでは形状などが異なっていることがある。南チロル料理としてのパスタ料理はクリーム系やチーズ系ばかりで、トマトソース系は無い。
メインの料理としては肉、サラミ、ハム、ソーセージの類しか食べない。

## 代表的な料理
- カネーデルリ - 硬くなったパンにチーズや野菜を混ぜて作る団子[4][5]。
- シュペッツレ - ショート・パスタ[5]。
- シュルツクラプフェン[6]
- クラウティ（crauti）- ドイツで言うところのザワークラウト。缶詰や瓶詰といった既製品を使うことが増えているが、家庭で作るところも残っている。キャベツと塩のみを用い、常温で発酵させる。煮込みやスープの具に加える、付け合わせとして、調味料として、野菜代わりのビタミン源として常食されている[7]

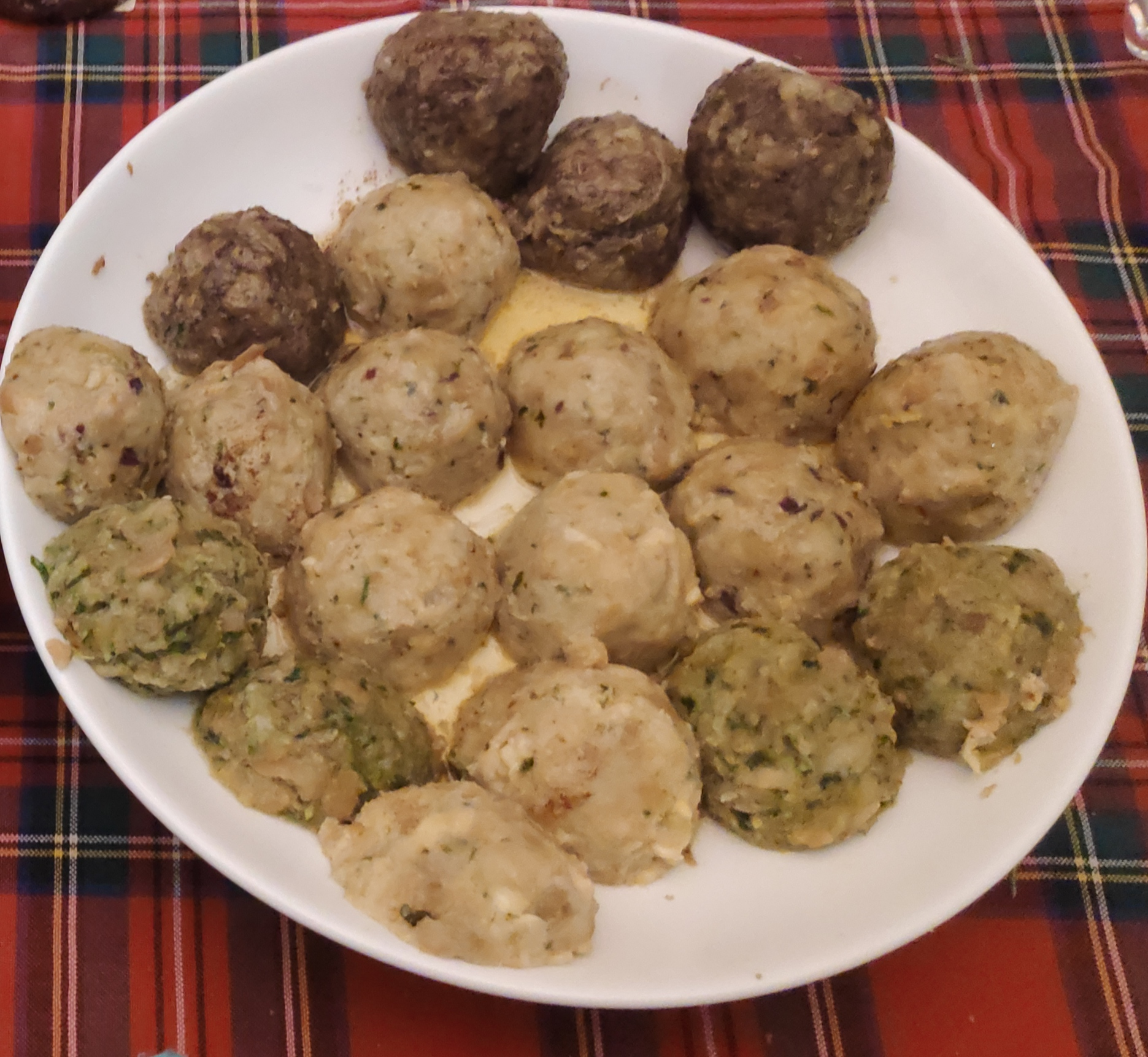
様々な味のカネーデルリ
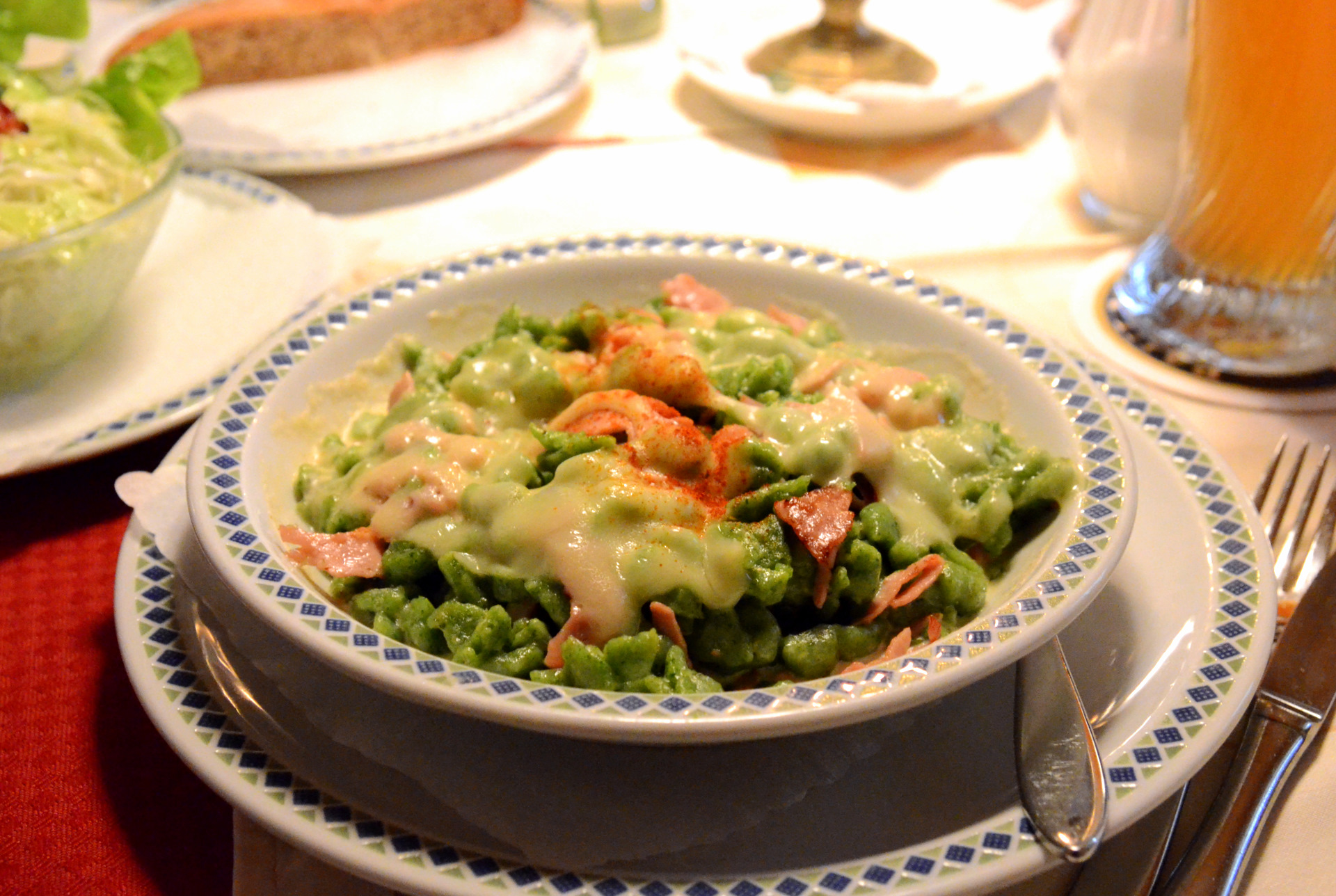
ホウレンソウ入りシュペッツレ チーズとハムを添えて
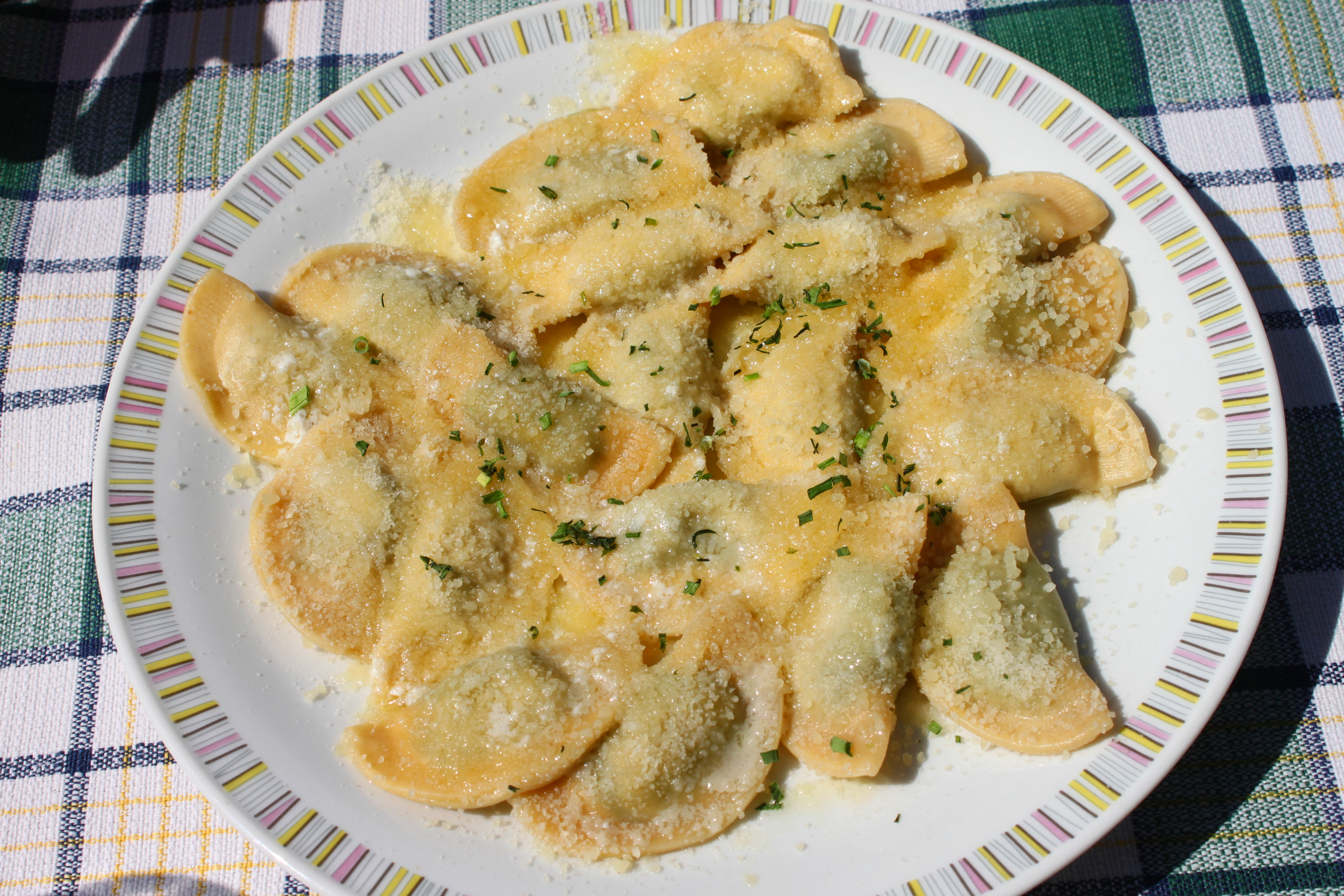
南チロルのシュルツクラプフェン

## 南チロルのワイン
本節では南チロルで生産されるワインについて概説する。
南チロルのワインは総じて高品質である。生産量はイタリア全体からすると約1パーセントと少量ではあるが、南チロルのワインの98パーセントがDOC認定されている。土地に適合した品種や栽培方法、収量や熟成方法といった規定を守って造られている。

### 栽培品種

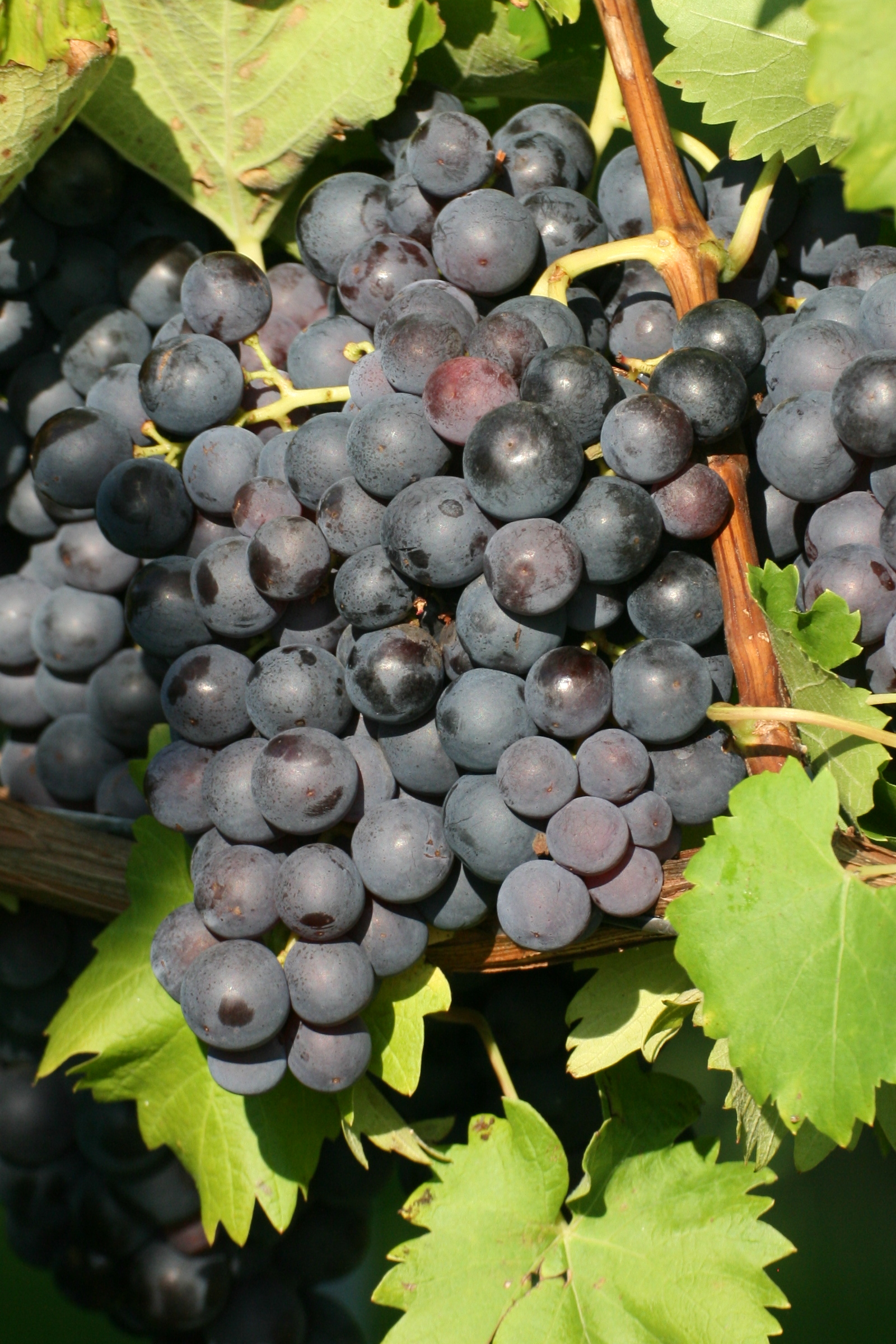
スキアーヴァ

南チロルで栽培されているブドウの品種には以下のようなものがある。
白ブドウ
- ピノ・ビアンコ
- ピノ・グリージョ
- シャルドネ
- ゲヴュルツトラミネール
- ミュラー・トゥルガウ

黒ブドウ
- ピノ・ネロ
- スキアーヴァ
- ラグレイン

スキアーヴァとラグレインは南チロルの固有品種である。
南チロルでは、白ブドウと黒ブドウを合わせて20種あまりの多彩な品種が栽培されており、単一品種やブレンドといった多彩なワインが造られている。標高に適したブドウ品種が栽培されているのも、栽培品種がバラエティに富んでいる理由となっている。

### 栽培地
一般的に山岳地帯は冷涼なため、ブドウは完熟しづらいことも多い。しかし、南チロルは北側に位置するアルプス山脈によって北方からの冷たい風はさえぎられ、亜地中海気候のガルダ湖周辺からは温暖な空気が流れ込む。日照時間も年間を通じて十分にあるため、標高200メートルから1000メートルの高地であっても、ブドウはしっかりと完熟する環境にある。そのため、南チロルでのブドウ栽培の歴史は古い。
ドロミーティ渓谷に由来するドロマイト、マグネシウム入りの石灰岩に代表されるよう、土壌には豊かなミネラル分が含まれている。マグネシウムは植物が成分バランスを保つために必要とされる栄養素とされており、ゲヴェルツトラミネールの生育には不可欠な要素とされる。
斑岩と呼ばれる赤い岩石も南チロルには広く見られ、固有品種であるスキアーヴァとラグレインは斑岩土壌で育ち、これらから作られるワインはミネラル分に富んだ味わいとなる。
より優れたブドウを生む畑は「ヴィーニャ（vigna）」として認定され、単一畑としての醸造とその畑名の表記が許可されている。

### 協同組合
南チロルでは、古くから協同組合が存在しており、ブドウ農家から買い上げたブドウを最新鋭の機器で醸造するというシステムが確立されている。ブドウの品質は引き取り価格に反映されるため、ブドウ農家も常に良質なブドウ栽培のために尽力する。
どの協同組合にも農学研究者や教育を受けた栽培・醸造のプロが専任で勤務しているほか、ワイン生産に関連する農業や醸造の研究機関もあり、独立系ワイン生産者もこうした専門家たちと連携し、品質の向上を図っている。

### 歴史
南チロルでのブドウ栽培は紀元前500年頃に始まったとされる。
19世紀になると、ブルゴーニュワインやボルドーワインに使用されているような国際的なぶどう品種が持ち込まれた。
南チロルでは、長らく赤ワインが多く作られてきたが、1980年ごろから白ワイン作りへと転換が進み、冷涼な気候を生かした白ワインの産地として知られるようになってきた。